# Perlaki Márton
Perlaki Márton (1982) magyar fényképész, fotóművész.

## Élete és munkássága
Fotóriporterként, majd a Színház- és Filmművészeti Egyetem filmoperatőr szakán végzett. A 2000-es években a The Room magyar divatmagazin egyik alapítója és képszerkesztője volt.
2015-ben beválogatták az év legtehetségesebb fiatal fotóművészei közé az amszterdami FOAM (Foto Museum Amsterdam) a múzeum Foam Talent elnevezésű programjába és jelölték  a múzeum tekintélyes nemzetközi fotós díjára, a Paul Huf Awardra
Ugyancsak 2015-ben kiállították egy művét National Portrait Gallery (London) Taylor Wessing Portrait Prize kiállításán. Képei megjelentek olyan tekintélyes lapokban, mint a Time Magazine, a Vogue, a New York Magazine, az M le Monde, és a Süddeutsche Zeitung.
2016-ban a Robert Capa Kortárs Fotográfiai Központban rendezték meg egyéni kiállítását. 2020. október 30. és december 6. között a Trafóban rendezték meg önálló kiállítását az elmúlt években készült műveiből, nagyméretű krétarajzokból, absztrakt fotogramokból és luminogramokból; a kiállítást azonban a járványhelyzet miatt idő előtt be kellett zárni.
2010 és 2017 között New Yorkban élt és alkotott, 2017-ben Londonba költözött, de rendszeresen látogat Magyarországra. 2020 őszén workshopot tartott a Színház- és Filmművészeti Egyetemen.
Művészetére a pontos szerkesztés és egy sajátos, játékosan bizarr hangvétel kettőssége jellemző. Szokatlan portréi, megrendezett csendéletei gyakran váratlanok, zavarba ejtők.